# Паниковский
Михаил Самуэлевич Паниковский — один из центральных персонажей романа Ильфа и Петрова «Золотой телёнок», яркий собирательный комический характер, социально-исторический образ мелкого провинциального жулика начала XX века.

## Образ
«Человек без паспорта» — авторская характеристика Паниковского, вложенная в уста главного героя романа — Остапа Бендера. Всю жизнь Паниковский кормился воровством и жульничеством: в Киеве до революции 1917 года промышлял карманными кражами, после революции стал «сыном лейтенанта Шмидта» — кочующим самозванцем, выпрашивающим материальную помощь у властей в глубинке. В экспедицию Бендера за миллионом склочный, жадный и эгоистичный нытик Паниковский попал случайно; заискивает перед Бендером, но при первой возможности готов его обжулить.
Паниковский умирает вскоре после аварии «Антилопы». Остап ставит точку в своей надгробной речи:
…Все свои силы он положил на то, чтобы жить за счёт общества. Но общество не хотело, чтобы он жил за его счёт. А вынести этого противоречия во взглядах Михаил Самуэлевич не мог, потому что имел вспыльчивый характер. И поэтому он умер.
В 1998 году в Киеве на Прорезной улице был установлен памятник Паниковскому.

## Паниковский в экранизациях

Памятник Паниковскому в Киеве. Бронза.

В фильме М. Швейцера, снятом в 1968 году, роль Паниковского исполняет Зиновий Гердт.
В фильме Василия Пичула «Мечты идиота», снятом в 1993 году, Паниковского сыграл Станислав Любшин.
В телесериале Ульяны Шилкиной, снятом в 2006 году, Паниковского сыграл Леонид Окунев.

### «Приморский бульвар»
Один из персонажей фильма — житель коммунальной квартиры на улице Иностранной коллегии Осип Иванович Паниковский утверждает, что Илья Ильф в своём произведении увековечил именно его фамилию.